# Jaromír Doležal
Jaromír Doležal (pseudonymem i K. J. Pojezdný, 17. srpna 1883 Hostákov – 19. října 1965 Praha) byl český (moravský) literární historik, překladatel a diplomat.

## Život

### Do vzniku Československa
Narodil se v rodině Cyrila Doležala (1852–1943), učitele na národní škole v Hostákově, a jeho manželky Kateřiny, rozené Všetečkové (1857–1940). Matka byla též učitelka, Jaromír Doležal měl bratra a tři sestry.
Gymnázium absolvoval v Třebíči a v Pelhřimově, kde maturoval v roce 1903. V Praze začal studovat klasickou filologii, ale pražská studia přerušil, protože v roce 1904 odešel do Vídně. Zde pracoval jako knihovník a úředník a současně pokračoval ve studiu, když na vídeňské univerzitě studoval slavistiku. Zapojil se do vídeňského kulturního života, kde mezi jeho známé patřili Josef Svatopluk Machar, Helena Malířová a Ivan Olbracht.

### Diplomat
V roce 1919 byl na vídeňské univerzitě promován doktorem filozofie. Po vzniku Československa pracoval v diplomatických službách nového státu, když se stal v listopadu 1918 ve Vídni legačním tajemníkem a následně konzulem ve Vídni (1918–1923 a 1924–1929), Splitu (1923–1924) a Poznani (1931–1934). V letech 1929–1931 a 1935–1939 pracoval na pražském ministerstvu zahraničních věcí jako ministerský rada a zpočátku jako úředník. V roce 1946 se vrátil ještě znovu na MZV, kde pracoval jako titulární generální konzul. Po zániku Československa odešel na vlastní žádost do důchodu.

### Léta v důchodu
Po 15. březnu 1939 se věnoval aktivně literatuře, psal povídky s náměty z loveckého života a fejetony pro rozhlas o životě zvířat. Byl pohřben v Náměšti nad Oslavou.

### Jiné aktivity
Byl členem Moravského kola spisovatelů. Též fotografoval, jeho fotografie zveřejňoval tisk.

### Posmrtné uznání

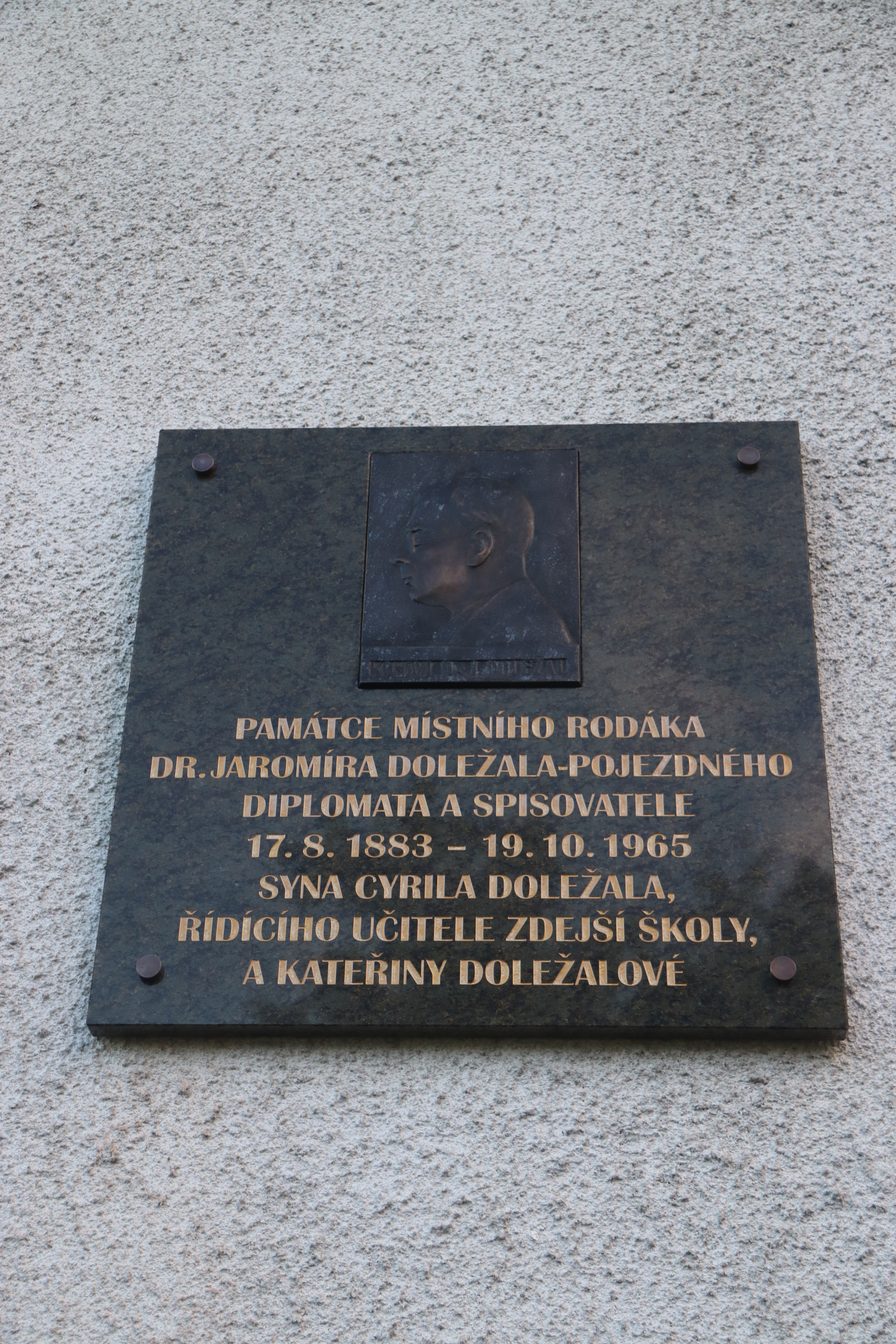
Pamětní deska na rodném domě v Hostákově

V roce 2023 mu byla k 140. výročí narození odhalena na bývalé hostákovské škole a jeho rodném domě odhalena pamětní deska. Iniciátorem a autorem desky je vnuk Jaromíra Doležala a architekt Martin Pánek. Z důvodu ztráty pohřebního místa na hřbitově v Náměšti nad Oslavou původně měla být pamětní deska umístěna tam, ale to se nepovedlo a tak byla umístěna na rodný dům.

## Dílo

### Příspěvky v periodikách
Námětem příspěvků Jaromíra Doležala v tisku byla především příroda. Publikoval pod řadou pseudonymů a šifer jako Cyrill Pavlíček, ing. Roman Pistorius aj.

### Vlastní díla (knižní vydání, česky)
- Ivan Fedorovič Naživin (životopisná črta, pod pseud. Jaromír K. Doležal-Pojezdný; Praha, nákl. vlast., 1908)
- Úvod k dílu Ant. P. Čechova (pod pseudonymem Jaromír K. Pojezdný; Vídeň, Praha, nákl. vlast., 1912)
- Kulturní poměry v české Vídni (pod pseudonymem Jaromír K. Pojezdný; Vídeň, Praha, nákl. vlast., 1913)
- K osmdesátinám dra Vatroslava Jagiće (pod pseudonymem Jaromír K. Pojezdný; Vídeň, Praha, nákl. vlast., 1918)
- Masarykova cesta životem. I. a II.(v Brně, Polygrafie, 1920 a 1921)
- Masarykovy boje s Aehrenthalem (po r. 1920 a Praha, Čin, 1931)
- Dr. Josef Karásek (kus života z české Vídně; Vídeň, Lidová knihtis. Ant. Machát a spol., 1926)
- 80 let T. G. Masaryka (Praha, Státní nakladatelství, 1929)
- Masaryk v cizích literaturách (= en langues étrangéres = in foreign languages = in fremden Sprachen; Praha, Orbis, 1930)
- Osmdesátiny T.G. Masaryka v čsl. knižní produkci (Praha, Zahraniční Politika, 1930)
- Masaryk osmdesátiletý (v Praze, Státní nakladatelství, 1931)
- Ohlasy Masarykových osmdesátin (V Praze, Svaz národního osvobození, 1931)
- Polské protičeské pamflety v roce  (Praha, Orbis, 1937 Zobrazení exemplářů s možností jejich objednání)

### Překlady (knižní vydání)
- O lásce a životě v Hercegovině (výbor povídek Svetozara Čoroviče, překlad ze srbštiny pod pseudonymem Jaromír K. Pojezdný; V Praze, vlastním nákladem, vydal J. Otto, 1911)
- Ve chvílích klidu (výbor povídek Svetozara Čoroviče, pod pseudonymem Jaromír K. Pojezdný; V Praze, vlastním nákladem, vydal J. Otto, 1911)
- Bambi (autor Felix Salten, osudy srnčí rodiny z lesů, vypráví česky pro malé i velké děti J. K. Pojezdný; V Praze, Fr. Borový, 1928)
- Nekrvavé lovy (autor Włodzimierz Puchalski, překlad a seznam živočichů Jaromír Doležal; Praha, SNDK, 1954)
- Ostrov kormoránů (autor Władzimierz Puchalski; Praha, SNDK, 1957)
- V kraji labutí (autor Włodzimierz Puchalski; Praha, Státní nakladatelství dětské knihy, 1958)
- Sněžnou stopou (autor Włodzimierz Puchalski; Praha, Státní nakladatelství dětské knihy, 1965)
- Z mladých let (autor A.P.Čechov), Promberger, 1923
- Morálka paní Dulské (G. Zapolská) J.Otto. 1910